# Франсіско Вільярроя
Франсіско Вільярроя (ісп. Francisco Villarroya, нар. 6 серпня 1966, Сарагоса) — іспанський футболіст, що грав на позиції півзахисника.
Насамперед відомий виступами за клуби «Реал Сарагоса» та «Реал Мадрид», а також національну збірну Іспанії.
Триразовий володар Кубка Іспанії з футболу.

## Клубна кар'єра
Народився 6 серпня 1966 року в місті Сарагоса. Вихованець футбольної школи клубу «Реал Сарагоса». Дорослу футбольну кар'єру розпочав 1984 року в основній команді того ж клубу, в якій провів шість сезонів, взявши участь у 100 матчах чемпіонату.
Своєю грою за цю команду привернув увагу представників тренерського штабу клубу «Реал Мадрид», до складу якого приєднався 1990 року. Відіграв за королівський клуб наступні чотири сезони своєї ігрової кар'єри. Більшість часу, проведеного у складі мадридського «Реала», був основним гравцем команди.
Згодом з 1994 по 1998 рік грав у складі команд клубів «Депортіво» та «Спортінг» (Хіхон).
Завершив професійну ігрову кар'єру у нижчоліговому клубі «Бадахос», за команду якого виступав протягом 1998–1999 років.

## Виступи за збірну
1989 року дебютував в офіційних матчах у складі національної збірної Іспанії. Протягом кар'єри у національній команді, яка тривала 4 роки, провів у формі головної команди країни 14 матчів.
У складі збірної був учасником чемпіонату світу 1990 року в Італії.

## Титули і досягнення
- Володар Кубка Іспанії з футболу (3):

«Реал Сарагоса»: 1985-86
«Реал Мадрид»: 1992-93
«Депортіво» : 1994-95
- Володар Суперкубка Іспанії (2):

«Реал Мадрид»: 1990
«Депортіво» : 1995